# 劇場版 假面騎士ZI-O Over Quartzer
《劇場版 假面騎士ZI-O Over Quartzer》（日语：劇場版 仮面ライダージオウ オーヴァー クォーツァー），是日本特攝節目《假面騎士ZI-O》的獨立劇場版。日本於2019年7月26日上映，香港於2019年11月28日上映，台灣於2019年12月13日上映中日雙語版本，中國大陸騰訊視頻於2020年1月8日上架。
此外日本當地同步上映《騎士龍戰隊龍裝者》劇場版《騎士龍戰隊龍裝者 THE MOVIE 時空穿梭！恐龍大恐慌!!》。香港和台灣同步上映《快盜戰隊魯邦連者VS警察戰隊巡邏連者》劇場版《快盜戰隊魯邦連者VS警察戰隊巡邏連者 en film》。

## 本作特色
- 本作為首部於令和時代上映的《假面騎士系列》劇場版作品，亦是《平成假面騎士系列》最後一部長篇特攝劇場版作品。
- 本作继前作《剧场版 假面骑士Build Be The One》之後，再次将TV本篇主题曲名稱作为剧场版的标题。
- 本作原於宣傳中被稱為「真結局」，但實際上本作是《假面騎士ZI-O》的「分支結局」，時間點位於本篇第46至47話之間[2]，後續上映的《假面騎士令和The First Generation》才是《假面騎士ZI-O》的「主線結局」，同時也是《平成假面騎士系列》的「The·紀念作」[3]。
- 本作繼《假面騎士平成Generations Forever》之後，全20位平成假面騎士再次齊聚登場。
- 本作劇場版將叙述《假面騎士Drive》的故事和相關角色，飾演「假面騎士Mach / 詩島剛」的演員稻葉友將繼《劇場版 假面騎士Drive Surprise Future》之後再度在劇場版登場[4]。
- 本作繼《劇場版 假面騎士Decade 全騎士 VS 大修卡》之後，再次出現其他系列作的主要角色於獨立劇場版作品中客串演出。
- 本作繼《劇場版 假面騎士劍 MISSING ACE》及《劇場版 假面騎士Ghost 100個眼魂與Ghost命運的瞬間》之後再次於劇場版出現由三人組成的假面騎士團隊。
- 自本作開始，往後東映都會在每部《假面騎士系列》獨立劇場版作品上映的前後，於YouTube的東映官方頻道發佈主題曲的宣傳影片。
- 本作的主題曲由曾主唱《假面騎士 THE FIRST》主題曲「Bright! our Future」的DA PUMP擔任，當中首要惡役「假面騎士Barlckxs/常磐SOUGO」的飾演者由成員之一兼TV本篇主題曲主唱者之一的ISSA擔任；曾出演《超級戰隊系列》第37作《獸電戰隊強龍者》「伊恩・尤克蘭 / 強龍黑」的演員齊藤秀翼於本作中出演反派之一的「上弦/假面騎士Zamonas」同時本作主題曲「P.A.R.T.Y. 〜ユニバース・フェスティバル〜」在第61屆日本唱片大獎中獲得優秀作品獎。
- 首部於令和時代首播的假面騎士電視作品兼下部系列作《假面騎士ZERO-ONE》的同名主角假面騎士與其飛翔獵隼形態在本作中先行登場，也是令和假面騎士與平成假面騎士的首次聯動。

## 故事概要
終於，那個時刻到來了……！“當收集所有手錶之時，霸道就會被展開”。
常磐庄吾 = 假面騎士ZI-O、他的存在是最好還是最壞？當時，出現了歷史的管理者——“Quartzer”。王誕生後隱藏著巨大的陰謀，庄吾、月津、月读、沃茲等彼此交織的各自的想法，決定了一個未來。
世界會開始崩潰嗎？所謂的“假面騎士逢魔時王”，還有“假面騎士ZI-O”！？
終於『假面騎士ZI-O』最大的謎將會揭開！！

## 用語
Quartzer
原文： / Quartzer
本作敵役組織，稱作「歷史的管理者」，由「假面骑士Barlckxs / 常磐SOUGO」担任首领，并且擁有操控多數大魔神的能力，本篇三名騎士皆有指揮家臣戰鬥的能力。
另外「假面骑士Zonjis / 下弦」、「假面骑士Zamonas / 上弦」以及TV本篇的「假面骑士Woz / 黑Woz」也是該組織的一員，除了首領外所有人服裝與黑Woz的几乎一樣。
常磐SOUGO、上弦和下弦犧牲後，仍有部分成員尚存，還放狠話説很期待莊吾怎麼守護未來，之後便憑空消失。
備註：其組織名字源自英文的四分之一小時（A quarter of an hour）。

## 登場人物

### 《假面騎士ZI-O》原登場人物
常磐莊吾（奥野壮飾）
假面騎士ZI-O的變身者。
在被Quartzer的首領擊敗被丟入上空時空遂道重置平成歷史的時候從夢中夢到小時候的自己與父母親，從父母的口中問出自己未來想成為王的目標，在夢中與逢魔ZI-O見面，點醒出自己一直以來想成為王的真正原因，在逢魔ZI-O的幫助下獲得了逢魔ZI-O騎士錶頭，變身成了假面騎士ZI-O逢魔型態，和眾平成騎士一同擊敗了Quartzer的首領。
明光院月津（押田岳飾）
假面騎士Geiz的變身者。
沃茲（渡邊圭祐飾）
假面騎士Woz的變身者，真實的身份為Quartzer的一員。
月讀（大幡詩繪理飾）
來自50年後未來的少女。
常磐順一郎（生瀨勝久飾）
常磐莊吾的叔父。
逢魔ZI-O（高岩成二飾，小山力也聲）
在莊吾被Quartzer的首領擊敗被丟入上空時空遂道重置平成歷史的時候從莊吾的夢中出現，點醒莊吾想成為王的原因，也賜予了莊吾逢魔時王的力量。

### 《假面騎士Drive》原主要登場人物
詩島剛（稻葉友飾）
假面騎士Mach的變身者。
一開始在古利姆家的地下室和莊吾月津等人展開對峙，但事後瞭解是受到古利姆發出的求救訊號與莊吾等人一同迎戰上弦，也出自於自己本人的意願，希望能保護好與昔日戰友的歷史，請求莊吾等人能保護好古利姆的歷史，防止Quartzer的侵略，於事件結束後連同自己的Mach騎士錶頭一併交給莊吾等人，在集齊全部平成假面騎士錶頭之後，一度失去作為假面騎士的記憶在莊吾Quartzer監禁時與牛三前去營救莊吾，在莊吾覺醒成為假面騎士ZI-O逢魔形態時，一同恢復了騎士的力量，和眾平成假面騎士一同擊退Quartzer。
古利姆‧斯坦伯特（Chris Peppler聲）
原作《假面騎士Drive》中，假面騎士Drive驅動器內藏的人工智能，原作中本以逝世，在本作劇場版的時間點以身前留存的數據影像方式作為登場。
向莊吾及剛等人發出求救訊息保護自己自身的歷史，防止Drive及Mach從歷史上消失，免於被Quartzer的侵略，於事件結束後給與了把原本Drive的騎士錶頭給與了莊吾等人，在集齊全部平成假面騎士錶頭之後，從莊吾等人身旁消失。

### 《仮面ノリダー》原登場人物
木梨猛（きなしたけし）（木梨憲武飾）
原作綜藝節目《TUNNELS的託大家的福》的衍生劇《假面Norida》中仮面ノリダー的變身者。
本身沒有真正被選擇成為假面騎士的改造人，在莊吾監禁時，給與了莊吾指點，點醒出被選中成為背負平成假面騎士責任重擔的意義。

### 本作登場人物
織田信長（前野朋哉飾）
歷史中被稱為“魔王”的英雄，同時也是莊吾所崇拜的對象。
牛三（若林時英飾）
織田信長的家臣忍者。
在莊吾等人擊退上弦和下弦時，偷偷的搭上了時光魔神機，與莊吾等人一同從戰國時代回到了2019年，在莊吾被Quartzer監禁時和詩島剛一起前去營救莊吾。
克萊拉‧斯坦伯特（蒼葉惠瑠飾）
軍火商的女兒，織田信長的愛慕對象，古利姆‧斯坦伯特的祖先。
彼得羅（Caleb Bryant飾）
傳教士，克萊拉‧斯坦伯特的戀人，古利姆‧斯坦伯特的祖先。
常磐SOUGO（ISSA飾）
假面騎士Barlckxs的變身者、Quartzer的首領。
為Woz真正侍奉的王，小時候常磐莊吾施展時間的力量也是由他所為，為了讓其說服所有平成騎士自願將力量給莊吾帶走，自己最後在統一吸收，認為平成整個歷史讓人看了感到毫不起眼，把生於平成時代裡的所有人事物一併全部吸入時空遂道，想要徹底改變平成時代整個歷史。
最後在巨大化被假面騎士ZI-O逢魔形態和眾平成假面騎士擊敗。
上弦（齊藤秀翼飾）
假面騎士Zamonas的變身者，Quartzer的成員。
一開始為了消滅古利姆的歷史與莊吾等人展開對峙，從詩島剛身上奪走了古利姆家代代相傳的傳家寶「蘭奢待」，而後被莊吾與月津兩人一同追擊到戰國時代。
最後被Geiz和眾平成騎士給擊敗。
下弦（木瓜鈴木飾）
假面騎士Zonjis的變身者，Quartzer的成員。
在Geiz和眾平成騎士的攻擊下被擊敗勉強存活，但最後被假面騎士ZERO-ONE給擊敗。

### 《假面騎士ZERO-ONE》
飛電或人（高橋文哉聲）
假面騎士ZERO-ONE的變身者。
於開頭在莊吾的夢中出場，由沃茲祝賀的令和第一位假面騎士，為令和時代第一個新的象徵，結尾則出現幫忙擊敗了假面騎士Zonjis，也為令和時代開拓了一個嶄新的開端。

### 本作次要登場英雄
假面骑士G

假面战队五骑士

假面骑士斩月 勝鬨鎧甲

漫畫版幪面超人古迦

假面骑士BRAIN

## 本作限定登場假面騎士/形態

### 假面騎士ZI-O
變身者：常磐莊吾（替身演員：高岩成二、CV：奧野壯）
原文： / Kamen Rider ZI-O

#### 變身模式
| 形態名稱           | 簡介 | 外觀 | 能力 | 必殺技                 |
| Ohma Form 逢魔形態 | 日文： 使用「逢魔時王」騎士手錶再搭配時空驅動器變身而成的形態，眼部字眼為「ライダー」。 身高：204.5cm 體重：122.0kg 拳擊力：129.9t 踢擊力：389.9t 跳躍力：288.7m 行動速度：100m / 0.07秒 | 基本顏色以橘色和銀色為主，頭部天線時刻為10：10，額頭上方還佩戴著「ZI-O」騎士手錶，雙耳邊亦寫著一對「王」字。 | 假面騎士ZI-O的究極形態，為ZI-O和逢魔時王的結合體，擁有和逢魔時王一樣的時間陣之力，背部的時針和分針裝飾可在巨大化的同時對敵施以無差別大範圍猛斬，此外還能召喚出19名平成假面騎士的最終形態。 | King Time Break 日文： |

### 假面騎士Barlckxs
變身者：常磐莊吾 / 加谷川飛流（舞台劇） / BOSS（GOTCHARD VS LEGEND）（替身演員：中田裕士、CV：ISSA / 佐久間悠（舞台劇） / 古屋呂敏）
原文： / Kamen Rider Barlckxs

#### 變身模式
| 形態名稱         | 簡介 | 外觀                                                 | 能力 | 必殺技                     |
| Default 基本形態 | 使用「Barlckxs」騎士手錶再搭配時空驅動器變身而成的形態，復眼為紅色，片假名為「ライダー」。 拳擊力：60t 踢擊力：126t 跳躍力：81m 行動速度：100m / 0.7秒 | 基本顏色為深綠、黑色、土黃色為主，天線時刻為10：10。 | 基本形態，擁有假面騎士Black RX的部分特徵，除了可從驅動器內拔出一把造型和幻影激光劍同樣的劍型武器，擅長於近戰以外，擁有將平成騎士之力抵消的能力。 | Barlckxs Time Break 日文： |

### 假面騎士Zamonas
變身者：上弦（替身演員：、CV：齊藤秀翼）
原文： / Kamen Rider Zamonas

#### 變身模式
| 形態名稱         | 簡介 | 外觀                                                       | 能力 | 必殺技                    |
| Default 基本形態 | 使用「Zamonas」騎士手錶再搭配時空驅動器變身而成的形態，復眼為黃色，片假名為「ライダー」。 拳擊力：49.3t 踢擊力：72.7t 跳躍力：96m 行動速度：100m / 1.3秒 | 基本顏色為藏藍、紅色、銀色和土黃色為主，天線時刻為12：00。 | 基本形態，擁有假面騎士AMAZONs們的部分特徵，造型上的顏色不對稱，近·遠戰兼具，近身以野性的靈巧動作攻擊，偶爾會使用弓型槍射擊。 | Zamonas Time Break 日文： |

### 假面騎士Zonjis
變身者：下弦（替身演員：、CV：木瓜鈴木）
原文： / Kamen Rider Zonjis

#### 變身模式
| 形態名稱         | 簡介 | 外觀                                               | 能力 | 必殺技                   |
| Default 基本形態 | 使用「Zonjis」騎士手錶再搭配時空驅動器變身而成的形態，復眼為緋紅色，片假名為「ライダー」。拳擊力：46.2t 踢擊力：無法測量 跳躍力：92.2m 行動速度：100m / 1.6秒 | 基本顏色為綠色、白色、黑色為主，天線時刻為11：05。 | 基本形態，擁有假面騎士真、假面騎士ZO和假面騎士J的部分特徵，擅長於徒手的肉搏戰為主，因由三個蝗蟲騎士組成導致踢擊力無法測量，使用機械騎士的手錶可以在胸口中追加導彈追擊。 | Zonjis Time Break 日文： |

## 本作登場道具

### 騎士手錶
變身手錶一覽
| 英文名稱  | 日文名稱     | 中文名稱 | 所屬年份      | 能力                           | 備註                                                                                  |
| --------- | ------------ | -------- | ------------- | ------------------------------ | ------------------------------------------------------------------------------------- |
| Ohma ZI-O | オーマジオウ | 逢魔時王 | 2068 / FUTURE | 可變身成假面騎士ZI-O逢魔形態。 | ZI-O眼部的字眼為「ライダー」。 常磐莊吾藉由逢魔時王所給予的力量所誕生出來的奇跡之力。 |
| Barlckxs  | バールクス   | Barlckxs | 0000          | 可變身成假面騎士Barlckxs。     | Barlckxs眼部的字眼為「ライダー」。                                                    |
| Zamonas   | ザモナス     | Zamonas  | 0000          | 可變身成假面騎士Zamonas。      | Zamonas眼部的字眼為「ライダー」。                                                     |
| Zonjis    | ゾンジス     | Zonjis   | 0000          | 可變身成假面騎士Zonjis。       | Zonjis眼部的字眼為「ライダー」。                                                      |

平成騎士手錶一覽
| 英文名稱     | 日文名稱         | 中文名稱     | 所屬年份 | 能力                                                      | 備註                                               |
| ------------ | ---------------- | ------------ | -------- | --------------------------------------------------------- | -------------------------------------------------- |
| Amazon Neo   | アマゾンネオ     | Amazon Neo   | 2017     | 轉換形態成NeoArmor。 可使用假面騎士Amazon Neo的力量。     | ZI-O眼部的字眼為「ネオ」，Geiz為「ねお」。         |
| Amazon Omega | アマゾンオメガ   | Amazon Omega | 2016     | 轉換形態成OmegaArmor。 可使用假面騎士Amazon Omega的力量。 | ZI-O眼部的字眼為「オメガ」，Geiz為「おめが」。     |
| Amazon Alpha | アマゾンアルファ | Amazon Alpha | 2016     | 轉換形態成AlphaArmor。 可使用假面騎士Amazon Alpha的力量。 | ZI-O眼部的字眼為「アルファ」，Geiz為「あるふぁ」。 |

昭和騎士手錶一覽
| 英文名稱   | 日文名稱       | 中文名稱 | 所屬年份 | 能力                                                                                              | 備註                       |
| ---------- | -------------- | -------- | -------- | ------------------------------------------------------------------------------------------------- | -------------------------- |
| Black RX   | Black RX       | Black RX | 1988     | 可轉換成Black RX Armor，擁有假面騎士Black RX的力量。                                              | 以下騎士都由常磐莊吾持有。 |
| Robo Rider | ロボライダー   | 機械騎士 | 1988     | 可轉換成Black RX Robo Rider Armor，擁有機械騎士的力量。 使用後可以在胸口發射導彈追擊敵人。        | 以下騎士都由常磐莊吾持有。 |
| Bio Rider  | バイオライダー | 生化騎士 | 1988     | 可轉換成Black RX Bio Rider Armor，擁有生化騎士的力量。 使用後自身可以液態化自由活動不受物理傷害。 | 以下騎士都由常磐莊吾持有。 |
| Shin       | シン           | 真       | 1992     | 可轉換成Shin Armor，擁有假面騎士真的力量。                                                        | 以下手錶由下弦持有。       |
| ZO         | ZO             | ZO       | 1993     | 可轉換成ZO Armor，擁有假面騎士ZO的力量。                                                          | 以下手錶由下弦持有。       |
| J          | J              | J        | 1994     | 可轉換成J Armor，擁有假面騎士J的力量。 使用後可以巨大化。                                         | 以下手錶由下弦持有。       |

## 樂曲

### 主題曲
「P.A.R.T.Y. 〜ユニバース・フェスティバル〜」
- 作詞：shungo.
- 作曲：Drew Ryan Scott、MASAT
- 編曲：MASAT
- 演唱：DA PUMP

## 演員
- 常磐莊吾 / 假面騎士ZI-O - 奧野壯（台配：蔣鐵城，港配：陳浩鈿）
- 明光院月津 / 假面騎士Geiz - 押田岳（台配：歐祖豪，港配：黃尉斯）
- 沃茲 / 假面騎士Woz - 渡邊圭祐（台配：陳彥鈞，港配：簡懷甄）
- 月讀 - 大幡詩繪理（台配：劉如蘋，港配：楊婉潼）
- 常磐順一郎 - 生瀬勝久（台配：陳彥鈞，港配：李家傑）
- 詩島剛 / 假面騎士Mach - 稻葉友（台配：馬伯強，港配：張振熙）
- 古利姆‧斯坦伯特 - Chris Peppler（台配：孟慶府，港配：梁志達）
- 常磐SOUGO / 假面騎士Barlckxs - ISSA（台配：孟慶府）
- 上弦 / 假面騎士Zamonas - 齊藤秀翼（台配：馬伯強）
- 下弦 / 假面騎士Zonjis - 木瓜鈴木（台配：孟慶府）
- 織田信長 - 前野朋哉（台配：陳彥鈞）
- 克萊拉‧斯坦伯特 - 蒼葉惠瑠（台配：連婉鈞）
- 牛三 - 若林時英（台配：孟慶府）
- 彼得羅 - Caleb Bryant（台配：歐祖豪）
- 木梨猛 - 木梨憲武（台配：陳彥鈞）
- 斯瓦魯茲 - 兼崎健太郎（台配：陳彥鈞）
- 常磐宗太郎 - 永島敬三（台配：陳彥鈞）
- 常磐奈美惠 - 今吉祥子（台配：劉如蘋）
- 幼年莊吾 - 高木波瑠（台配：連婉鈞）

### 聲音演出
- 逢魔時王 - 小山力也（台配：蔣鐵城，港配：黃志成）
- 新聞主播 - 魚住咲惠（台配：連婉鈞）
- 假面騎士Brain - 松島莊汰（台配：馬伯強）
- 假面騎士ZERO-ONE - 高橋文哉（台配：歐祖豪，港配：林筠翔）

## 製作人員
- 原作 - 石之森章太郎
- 導演 - 田崎龍太
- 劇本 - 下山健人
- 音樂 - 佐橋俊彦
- 動作導演 - 宮崎剛（JAE）
- 特攝導演 - 佛田洋（特攝研究所）
- 發行 - 東映
- 製作 - 劇場版「ZI-O・Ryusoulger」製作委員會（東映、tv asahi、東映動畫、東映影像、ADK、東映廣告、萬代）

## 外部連結
- 官方網站 （页面存档备份，存于）（日語）